# Catenina beta
La β-catenina es miembro de la familia de las cateninas, se localiza en el citoplasma y núcleo de la célula. Participa en la formación de uniones adherentes de epitelios de mamíferos, ayudando a anclar las cadherinas al citoesqueleto de actina. También es un componente importante en la regulación transcripcional, en particular durante el desarrollo del embrión.

## Estructura
Estructuralmente esta proteína está formada por tres dominios, el amino terminal, central y carboxilo terminal. Su dominio central se caracteriza por estar formado por doce repeticiones armadillo, las cuales corresponden a las secuencias de aminoácidos necesarias para la unión de la β-catenina con la cadherina. Su extremo amino terminal contiene los sitios de unión para la catenina α y los sitios de fosforilación por parte de la glucógeno sintasa cinasa-3 (GSK3).

## Degradación
Cuando la β-catenina no se asocia a cadherinas es rápidamente degradada en el citoplasma, esto se da gracias a un gran complejo proteico de degradación que se une a β-catenina y la mantiene fuera del núcleo facilitando su degradación. Dicho complejo contiene al menos otras cuatro proteínas: una serina/treonina cinasa denominada caseína cinasa 1 (CK1α) que fosforila la β-catenina en una serina, marcándola para su posterior fosforilación por la GSK-3β. Esta fosforilación final marca la proteína para su ubiquitinación por la E3 ubiquitina ligasa β-TrCP y rápida degradación en las proteasomas. El complejo también cuenta con dos proteínas de armazón, la axina y coli poliposis adenomatosa (APC), que mantienen unido el complejo proteico.

## Señalización

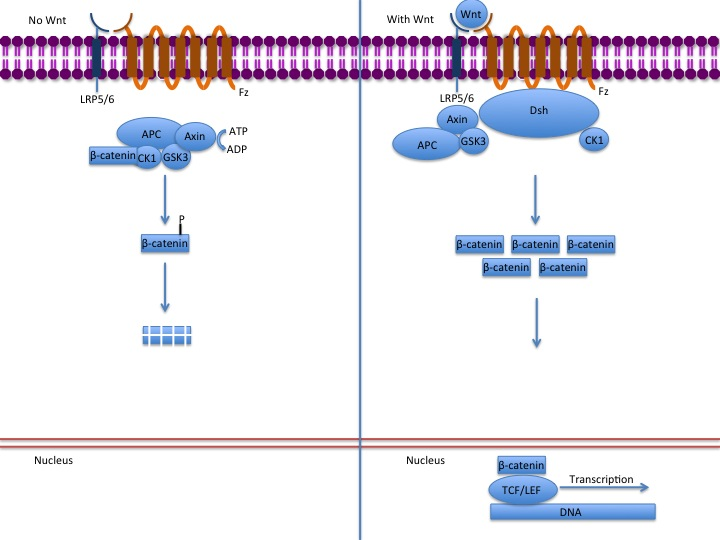
Vía Wnt canónica

La vía Wnt/β-catenina, actúa regulando la proteólisis de la β-catenina, en esta vía Wnt se une tanto a la proteína Frizzled como a la proteína receptora relacionada con el receptor de LDL (LRP:LDL). Al formarse este  complejo, mediante un proceso poco conocido, ambas cinasas, la GSK3 y CK1γ, fosforilan la cola citosólica del receptor LRP, ocasionando que esta cola reclute e inactive la axina, desmontando así la degradación del complejo en el citoplasma. De tal manera que se  inhibe la fosforilación y la degradación de la β-catenina, por lo tanto la β-catenina no fosforilada se acumula gradualmente y se trasloca hacia al núcleo, donde se une a proteínas activadoras de la familia TCF/LEF, encargados de la transcripción de genes Wnt necesarios para el desarrollo embrionario.
En humanos, está codificada por el gen CTNNB1, tiene una longitud de 781 aminoácidos y un peso molecular de 85 497 Da. El complejo formado por la cadherina y β-catenina tiene una participación importante en el desarrollo normal del organismo y en la aparición de enfermedades como tumores.